# André de Almada
André de Almada (Pombalinho, 1570 - Coimbra, 29 de Novembro de 1642), moço fidalgo, fidalgo escudeiro (1595), moço de câmara (1597), cavaleiro da Ordem de Cristo (14 de novembro de 1633), foi um padre da Companhia de Jesus, lente jubilar de Vespera com igualações a Prima na Universidade de Coimbra, onde foi reitor da mesma então chamado Governador ou Prelado.
"A propósito de livros" reproduzimos uma anedota editada aqui há tempos num jornal: "André d'Almada, que foi lente de teologia na Universidade de Coimbra, na primeira metade do século XVII, e o governador e reformador dela, vendo um dia certo estudante nobre, da porta de um livreiro, lhe perguntou que fazia? Ao que o estudante lhe respondeu: estava comprando livros para passar o tempo. Então André d'Almada lhe tornou: vossa mercê compra livros para passar o tempo; e eu tomara poder comprar tempo para passar livros".
As suas nobres qualidades e vontade de elevar a sabedoria, fizeram-no conceder um status aristocrático às atividades científicas em Coimbra que o levou estabelecer aí uma animada academia informal que incluía a comunidade universitária, mas, também fora dela. Juntando todo um grupo de matemáticos e virtuosos que compartilhavam interesse em astronomia e astrologia e a patrocinar a publicação de vários livros científicos, que geralmente eram enriquecidos com o seu brasão de armas.
Refere ainda o padre António Carvalho da Costa, em 1708, que ele tinha uma quinta "para recreação" no concelho Ançã", a quinta da Geria na freguesia de Antuzede, com uma casa mandada erigir por ele.
Esteve presente na Aclamação oficial de D. João IV de Portugal, em Janeiro de 1641, em Lisboa, e fez o juramento de fidelidade ao rei tanto na sua posição pessoal como também na qualidade representante do novo reitor da Universidade de Coimbra D. Manuel de Saldanha, como seu procurador.

## Biografia

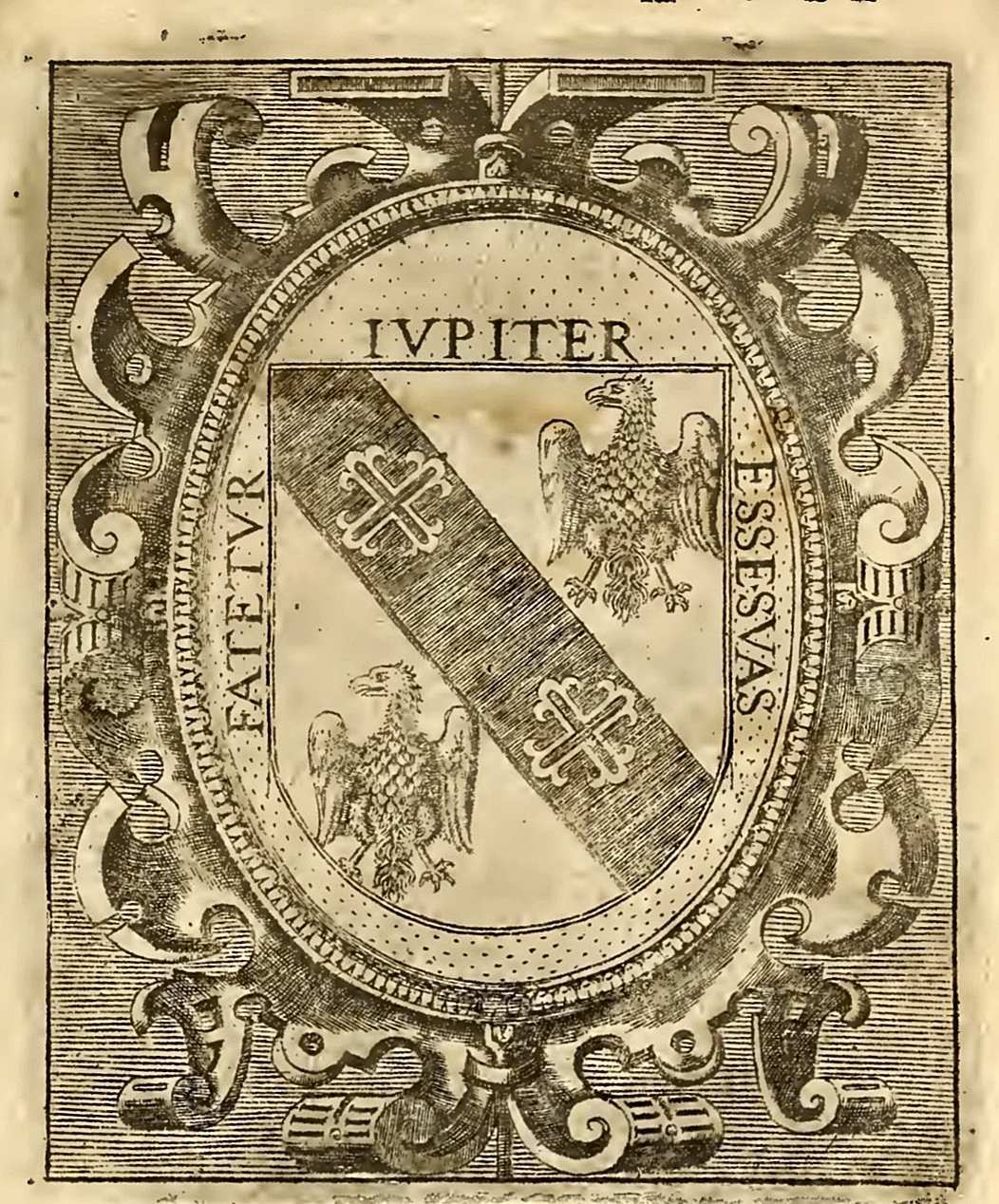
Brasão d´Armas de D. André d´Almada, in Nox attica. Hoc est. Dialogus de impressione metheorologica, et cometa anni domini 1618, de Luís de Avelar, 1619.

Fez os estudos colegiais como porcionista do Real Colégio de São Paulo, em Coimbra, ao qual legou a sua livraria no fim da sua vida.
Depois de passar nos exames de filosofia, em 1590, Almada se matriculou no curso de teologia na universidade da mesma cidade, que se formou em dezembro de 1595 e depois terá tirado outras várias cadeiras até 1605. No início do século XVII, foi aí nomeado professor da mesma disciplina, subindo a escada académica até o cargo de professor de prima teológica. Durante a década de 1630, serviu em várias ocasiões como vice-reitor e, em seguida, como reitor entre 1638 e 1639. Para lá chegar, tinha tirado as insígnias doutorais no ano de 1608; a cadeira de Gabriel em 1613; à de Escoto em 1615; à de Véspera, à qual se jubilou em 1628 e 1641; e só não chegou à de Prima porque nesse tempo era propriedade da Ordem dos Pregadores.
Em 15 de janeiro de 1597 terá sido temporariamente indigitado almoxarife dos quartos de água da vila de Solares com 5.000 réis de manutenção (?).
Já na qualidade de decano perpetuo, foi nomeado Governador e também Reformador dessa Universidade a 27 de Janeiro de 1638 e por juramento em 13 de Março do mesmo ano, por Filipe III de Portugal, dirigiu algum tempo como Orelado estas escolas e gozou sempre o respeito e estima de toda a corporação. Tanto pela sua personalidade amável como pela sapiência cultural e até cientifica. Ficando neste último campo, por curiosidade, que chegou até nós o conhecimento que aí montou um observatório astronómico, com um moderno e exímio telescópio, que vários pesquisadores de nomeada, inclusive estrangeiros, se serviram dele para importantes estudos.
Durou sua governação até 3 de Fevereiro de 1639, mas continuou mais tempo com reformador dos estatutos e sempre conservou a direcção das aulas da cadeira até à sua morte, nessa cidade.
No seu testamento refere o filho do seu irmão mais velho, Antão d'Almada (o Restaurador), e é por este nomeado um dos seus testamenteiros (existe no arquivo da Casa Almada o testamento). Devia ter existido uma enorme ligação entre ambos, tio e sobrinho, tanto que muito terá contribuído para que tenha crescido um sentimento patriótico comum, que privilegiava a separação de poderes entre a Espanha e Portugal de novo. Esse debate devia ser constante e alargado, intervindo o próprio meio intelectual e académico do qual o tio estava tão evolvido, não só o jesuíta que é conhecido por ter vários que o defendiam. Assim se compreende que o famoso matemático cisterciense Juan Caramuel y Lobkowitz, que criou uma importante tabela astronómica,  escrevesse um impresso político contrário abordando-o e depois António de Sousa de Macedo tenha dedicado a sua resposta ao "Almada" mais novo, herói do 1 de Dezembro de 1640.
A fama dos seus talentos, ultrapassando as raias de Portugal e da península hispânica, percorrem a Europa, e o seu nome foi conhecido e memorado nos países estrangeiros. Era um altíssimo espírito um dos homens mais cultos do seus tempo; e como se isso não fosse bastante para o rodear de venerações e simpatias dotara-o a natureza de um génio "festival e urbano" e com uma generosidade sem limites.
Segundo o professor Cristoforo Borri, um seu contemporâneo colega e reconhecido professor de matemática que ascendeu à reitoria da Aula da Esfera em Lisboa, D. André além de ser um professor primário de teologia sacra de excelência era um “homem igualmente nobre e altamente instruído, não apenas em todas as ciências, mas também, na verdade, o amador mais ilustre das ciências matemáticas”. Características que são confirmadas pelo astrólogo Gaspar Cardoso de Sequeira num dos seus trabalhos.
Era tal o respeito, que os estudantes da Universidade de Coimbra lhe tributavam, que, ainda muitos anos depois da sua morte era sempre tratado por Senhor D. André, quando nele se falava.
O seu talento e saber eram tão conhecidos e incontestáveis, que, em se apresentando como opositor a uma cadeira vaga, todos os restantes pretendentes desistiam, não aparecendo quem se atrevesse a medir-se com ele. A isto se referem os versos latinos de José Barbosa, que acompanham o retrato junto do notável teólogo presente na galeria dos ilustres da Universidade de Coimbra. Também nele se faz alusão aos seus conhecimentos de geografia e cosmografia, que eram celebrados.

O Pe. João Bautista de Castro no tomo II do «Mapa de Portugal Antigo e Moderno» diz: 
"D. André de Almada, filho egrégio de Lisboa, e tão venerado por sua literatura, juízo, e capacidade, que entre todos os Catedráticos da Universidade de Coimbra, foi ele nomeado para escrever ao Papa, suplicando-lhe a definição da imaculada pureza da Senhora. Foi lente de Vésperas de Teologia, duas vezes jubilado, e sócio no magistério do exímio Soares granatense. Escreveu um doutíssimo tratado de Incarnatione, e mereceu as estimações dos homens mais eruditos da Europa. Acabou a vida no ano de 1642 em Coimbra".
No extracto do livro intitulado "Francisco Suárez (Doutor Eximius) - Colecção de Documentos publicados por deliberação da Faculdade de Teologia da Universidade de Coimbra, para comemorar o terceiro centenário da incorporação do Grande Mestre e Príncipe da Ciência Teológica no professorado da mesma Universidade", Coimbra 8 de Maio de 1897 - escrito pelo Dr. António Garcia Ribeiro de Vasconcellos, refere o seguinte: "André d'Almada, o ilustre e simpático professor, a quem os colegas respeitavam, e a quem os estudantes amavam com admiração e reverencia filial".
Quando o professor padre Suárez veio para Coimbra (em 1597), para dirigir a faculdade, já André era chamado a reger como simples bacharel, formando várias cadeiras, na falta dos Catedráticos. No ano de 1607 - 1608 foi promovido definitivamente na Catedrilha de Gabtiel, doutorou-se no ano imediato, e depois ascendeu gradualmente às diversas cadeiras, até a de Véspera, de que tomou a posse no principio de Abril de 1615.
Foi assim que se tornou um dos mais entusiásticos admiradores de Suárez, a quem amava com submissa veneração de humilde discípulo. O Doutor Eximios também dedicou a este seu colega particular afeição, que por seus excelentes dotes bem merecia. Escolheu-o para seu predilecto entre todos os colegas para o substituir em seus longos impedimentos, como adiante se verá. Ao terminar a carreira gloriosa de professor, o Dr. Suárez esforçou-se quanto pode por obter que André d'Almada lhe sucedesse na cadeira de Prima; a ninguém achava na Universidade tão capaz e tão digno de reger a primeira e mais importante das cadeiras da Faculdade.
"Em letras ninguém lhe vai adiante, que eu conheça, e na qualidade de sua pessoa, excede a todos." Estas palavras, escreve-as ele, a respeito de André, em carta (esta carta de 1615 que as dirige a D. Rodrigo da Cunha, futuro cardeal de Lisboa e um dos Quarenta Conjurados, na altura inquisidor de Lisboa e Bispo de Portalegre, primo de André e seu afilhado de doutoramento.
Será Diogo Barbosa Machado, que ao escrever o primeiro volume da Bibliotheca Lusitana, em 1741, diz que a "natureza o ornou de génio festival e urbano; de engenho agudo e perspicaz; de juízo profundo e discreto; de animo generoso e capaz de empresas grandes".

## Obras

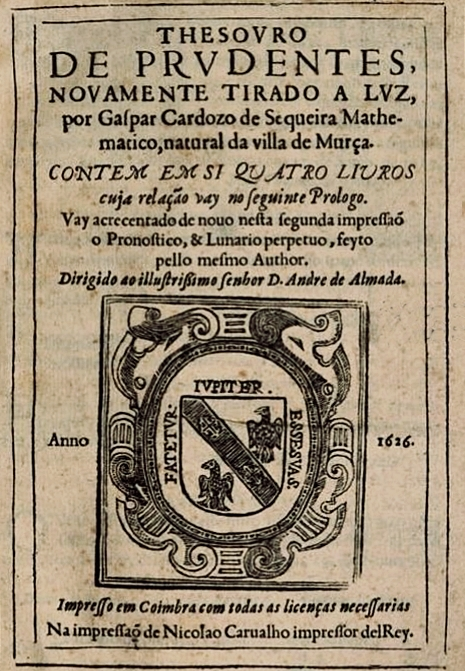
"Thesouro de prudentes" obra de Gaspar Cardoso de Sequeira editada en 1626, dedicada a D. André de Almada

Como seu, da actividade de astrónomo, escreveu uma peça sobre os cometas que tinham surgido no céu em 1618, onde menciona algumas das observações astronómicas realizadas por membros desse círculo usando instrumentos que lhe pertenciam.
No «Portugal diccionario historico, chorographico, heraldico, biographico, bibliographico, numismatico e artistico», e na "Grande Enciclopédia Portuguesa e Brasileira", diz que: "Escreveu dois tratados latinos, De «Incarnation», cuja impressão ficou interrompida em virtude da sua morte, e «De Triplice Scientia Animae Chisti». E sabe.se que colaborou com o seu professor Francisco Suárez nas teses que deu a obra «De Triplici Virtute Theologica», e que foi editada em 1621 (obra póstuma) por ele.
Igualmente o vemos a ajudar o cartógrafo holandês Hessel Gerritsz sobre um mapa da Península Ibérica, apresentado em 1631, e ao qual acrescenta comentários seus na publicação
São vários os livros a ele dedicados, nomeadamente aquele que tem por título «Pronostico Geral e Lunário Perpectuo, assi da luas novas e cheias, como quartos crescentes e minguantes», escrito por Gaspar Cardoso de Siqueira, editado por Nicolau Carvalho, em Lisboa, no ano de 1614. Podemos acrescentar o estudo publicado de Luís do Avelar, mestre de matemática, com o título «Nox Attica, oc est, dialogus impressione Methereologica, Cometa anno Domini de 1618». Igualmente os cinco livros, editados 1624, sob o título de Esperança Engañada, impressos por Diogo Gomes de Loureiro e compostos por Manoel Fernandes Raya, são dedicados ao "Illustrissimo, e Sapientíssimo Senhor Dom André de Almada". Assim como a ele se refere D. Francisco de Meneses, doutor em teologia, deputado dos Três Estados, filho de D. Fradique de Meneses, numa sua curiosa obra que deu o título «Dialogo entre D. Andre de Almada e D. Diogo de Lima seu sobrinho acerca do modo com que se deve haver em Coimbra com Freiras».

## Dados genealógicos
Filho de: Antão Soares de Almada
e de: Vicência de Castro
Nasceu em 1570, em Pombalinho. Morreu a 29 de Novembro de 1642, em Coimbra, no Real Colégio de São Paulo.
Jaz sepultado na Igreja do Convento de S. Marcos, em São Silvestre (Coimbra), numa campa rasa, mas, no panteão dos seus parentes Silvas pela sua mãe, Morgados de Monchique.